# Erich Eliskases
Erich Gottlieb Eliskases (ur. 15 lutego 1913 w Innsbrucku, zm. 2 lutego 1997 w Córdobie) – argentyński i niemiecki szachista pochodzenia austriackiego, arcymistrz od 1952 roku.

## Kariera szachowa
Barwy Austrii reprezentował do roku 1938, następnie (po przyłączeniu do III Rzeszy) był zawodnikiem Niemiec, a od roku 1939 - Argentyny. Pomiędzy 1930 a 1964 rokiem ośmiokrotnie wystąpił na szachowych olimpiadach (trzykrotnie w drużynie Austrii, raz - Niemiec i czterokrotnie - Argentyny), zdobywając 4 medale: 3 drużynowe (złoty - 1939, srebrny - 1952 i brązowy - 1958) oraz indywidualnie złoty za najlepszy wynik na III szachownicy w Warszawie w roku 1935.
W czasie swojej kariery odniósł wiele sukcesów, zwyciężając bądź dzieląc I miejsce w mistrzostwach Austrii (1929) i mistrzostwach Niemiec (1938, 1939) oraz w międzynarodowych turniejach rozegranych w Budapeszcie (1934), Wiedniu (1935), Birmingham (1937), Nordwijk (1938), Mediolanie (1938), Bad Harzburgu (1939), Mar del Placie (1948) i Córdobie (1959). W roku 1951 zakwalifikował się do turnieju międzystrefowego rozegranego w następnym roku w Sztokholmie, zajmując w nim X miejsce. Trzykrotnie pokonał w meczach Rudolfa Spielmanna (5½ - 4½ w 1932, 5½ - 4½ w 1936, 6 - 4 w 1937). W roku 1939 zwyciężył również Jefima Bogolubowa (11½ - 8½).